# اریک لوول
اریک لوول (فرانسوی: Éric Louvel‎؛ زادهٔ ۳۱ مهٔ ۱۹۶۲) دوچرخه‌سوار اهل فرانسه است.